# بنك جنوب إفريقيا الاحتياطي
بنك جنوب إفريقيا الاحتياطي هو البنك المركزي لجنوب إفريقيا. تم تأسيسه في عام 1921 بعد أن أقر البرلمان قانونًا ، «قانون العملة والبنك الصادر في 10 أغسطس 1920» ، كنتيجة مباشرة للظروف النقدية والمالية غير الطبيعية التي جلبتها الحرب العالمية الأولى.
هو البنك المركزي الرابع الذي تم إنشاؤه خارج المملكة المتحدة وأوروبا، والبنوك الأخرى هي الولايات المتحدة واليابان وجافا . يرجع تاريخ أقدم اقتراحات إنشاء البنك المركزي في جنوب إفريقيا إلى عام 1879. أنشئت لجنة مختارة ، مؤلفة من عشرة أعضاء في البرلمان في 31 مارس 1920 لدراسة الفوائد التي تعود على المصلحة الوطنية لإنشاء البنك المركزي.
بناءً على توصيات اللجنة ، افتتح البنك الاحتياطي لجنوب إفريقيا أعماله في 30 يونيو 1921 ، مما يجعله أقدم بنك مركزي في إفريقيا. تم إصدار الأوراق النقدية الأولى للجمهور من قبل البنك في 19 أبريل 1922.
على عكس بنك إنجلترا ، الذي قدم نموذجًا لتأسيسه ، فإنه مملوكة ملكية خاصة.

## وظائف البنك الاحتياطي لجنوب إفريقيا
- صياغة وتنفيذ السياسة النقدية ؛
- إصدار الأوراق النقدية والعملات المعدنية ؛
- الإشراف على النظام المصرفي ؛
- ضمان التشغيل الفعال لنظام الدفع الوطني ؛
- إدارة احتياطيات الذهب والعملات الأجنبية الرسمية ؛
- العمل كمصرفي للحكومة ؛ لكن ليس ملكًا لحكومة جنوب إفريقيا.
- إدارة ضوابط الصرف المتبقية في البلاد ؛ و
- العمل كمقرض الملاذ الأخير في ظروف استثنائية.

### ملكية
يعتبر بنك الاحتياطي ، الذي يضم مليوني سهم تم إصداره ، أحد البنوك الاحتياطية الثمانية في جميع أنحاء العالم التي لديها مساهمين بخلاف حكومات بلدانهم (البنوك الأخرى هي بلجيكا واليونان وإيطاليا واليابان وسويسرا وتركيا والولايات المتحدة الأمريكية). القيد الوحيد على المساهمة هو أنه لا يجوز لأي مساهم منفرد امتلاك أكثر من 10000 سهم على حدة. يوجد حاليًا 696 مساهمًا ، بدءًا من تقرير مؤشر المساهمين الصادر في 31 أغسطس 2018 ، ويمتلكون أسهمًا في البنك الاحتياطي لجنوب إفريقيا.
يحق للمساهمين الحصول على أرباح لا تزيد عن 10 سنتات من جنوب إفريقيا للسهم الواحد في السنة (الحد الأقصى لتوزيع الأرباح هو 200،000 راند جنوب إفريقي أو بحد أقصى 1000 راند جنوب إفريقي لأي مساهم فردي) ، مع دفع الأرباح المتبقية إلى حكومة جنوب افريقيا.
أعلنت حكومة جنوب إفريقيا أنها تخطط لتأميم البنك الاحتياطي.

## روابط خارجية
- الموقع الرسمي